# Chlorphenylid

Struktur der Hauptkomponente PCSD des Eulan-Stoffgemischs

Struktur der technischen Verunreinigung Polychlor-2-aminodiphenylether (PCAD)

Chlorphenylid oder Eulan WA NEU (auch Eulan U33) ist ein Stoffgemisch aus den beiden insektenvernichtenden Wirkstoffen PCSD und PCAD (oft auch als Sammelbegriff PCSD/PCAD aufgrund der ähnlichen chemischen Struktur). Dabei steht PCSD für die Hauptkomponente Polychlor-2-(chlormethylsulfonamid)diphenylether, auch Chlorphenylid genannt und PCAD für das ähnliche Polychlor-2-aminodiphenylether. Beim Herstellungsprozess ist PCAD eine technische Verunreinigung des gewünschten Produktes PCSD.

## Geschichte und Verwendung
Der Chemiker Ernst Meckbach und der Entomologe Erich Titschack forschten ab 1919 intensiv über die Kleidermotte und entwickelten bei der Farbenfabrik vormals Friedrich Bayer & Co. in Leverkusen das erste Mottenschutzmittel für Wolle, das Eulan genannt wurde. Das weiter entwickelte Stoffgemisch Eulan® WA Neu, später Eulan U33 wurde jahrzehntelang als Textil- und Teppichschutzmittel gegen Motten und Käfer sowie zur Tierpräparation verkauft. Die chemische Struktur der darin enthaltenen Wirkstoffe wurde geheim gehalten. Nach dem Wegfall des Patentschutzes werden ähnliche Produkte, teilweise aus Osteuropa unter den Produktbezeichnungen Mitex U33, Mottine E liquid, Molantin P und Mitin hergestellt. Die Firma Bayer hat die Produktion des Stoffgemischs im Jahr 1988 eingestellt. Es gibt auch neuere Stoffe, die unter der Bezeichnung Eulan hergestellt werden. Darunter sind sowohl zu PCSD ähnliche halogenierte Diphenylether wie Eulan SP, als auch halogenierte Derivate des Triphenylphosphans als Eulan NK.

### Eulanisieren
Von der Bezeichnung Eulan ist für das Ausrüsten von Textilien und Pelzen mit Insektenschutzmitteln das Verb eulanisieren abgeleitet. Eulan selbst ist ein Kunstwort, das vom griechischen Wort ευλή (eulé) für Made oder Wurm abgeleitet ist.

## Chemische Eigenschaften und Toxikologie

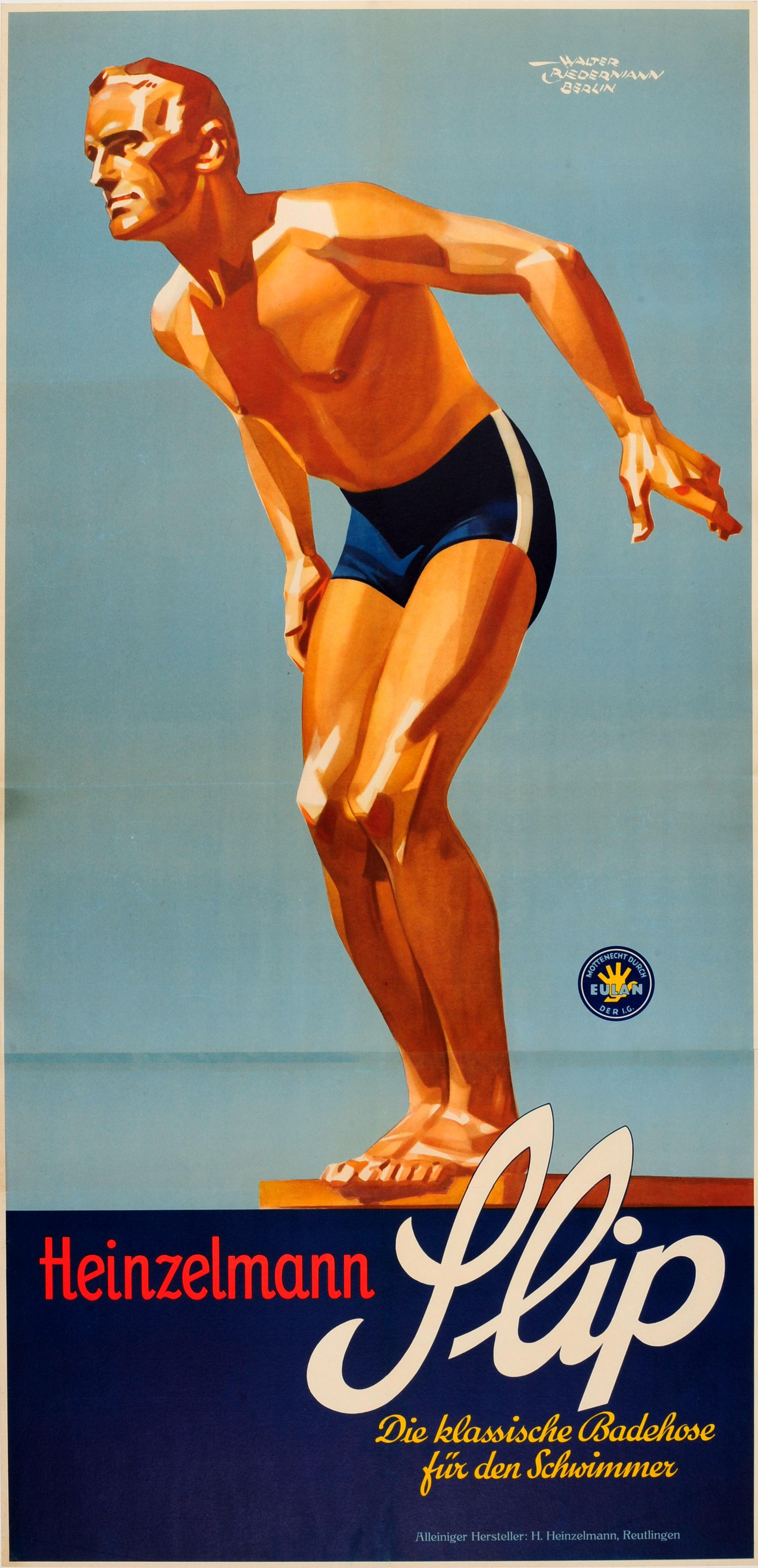
Badehose Heinzelmann Slip, „mottenecht durch Eulan der I.G.“;
Werbeplakat von Walter Biedermann, um 1935

Beide in den Eulanen enthaltenen Stoffe sind wie viele andere Halogenkohlenwasserstoffe chemisch sehr beständig und schwer abbaubar. Je nach Grad der Chlorierung liegen die Siedepunkte zwischen 400 und 600 °C. Tests, die eine Krebserzeugung belegen, sind bislang nicht bekannt. Die Wirkstoffe sind jedoch in Innenräumen, im Meer und in Fischen nachweisbar und ähneln in ihrer Struktur aromatischen Aminen bzw. polychlorierten Dioxinen.
Angaben zur akuten Toxizität von Eulan WA des Herstellers liegen bei einem LD50-Wert von 1000 mg/kg (Ratte); das Wirkstoff-Gemisch besitzt einen LD50 von 200 mg·kg−1. Bayer gab ebenfalls für das Gemisch einen NOEL-Wert für Ratten von 3 mg pro kg und Tag an. Zur Toxizität der aromatischen Amine PCAD existieren keinerlei Daten.
In einer Studie des Umweltbundesamtes aus dem Jahr 2003 wurden PCSD und PCAD in 15 % von 600 Hausstaubproben gefunden. Das arithmetische Mittel betrug 1,36 mg·kg−1. In einer älteren Studie aus 1996 wurden mit 13,2 mg·kg−1 deutlich höhere Werte gemessen.
Am 23. Mai 2023 veröffentlichte das Umweltbundesamt die Empfehlung, Produkte aus Wolle, die vor 1988 hergestellt wurden und einen Hinweis auf Mottenschutz tragen, in bewohnten Innenräumen nach Möglichkeit nicht mehr dauerhaft zu nutzen.